# Корнилов, Евгений Владимирович
Евгений Владимирович Корнилов (13 августа 1985, Таганрог, Ростовская область) — российский футболист, защитник.

## Биография
Воспитанник ОКСДЮШОР-13 (Таганрог), первый тренер — Терещенко Валерий Владимирович. Начал взрослую карьеру в клубе «Таганрог» в соревнованиях коллективов физкультуры.
В конце 2002 года перешёл в «Ростов», где был игроком дублирующего состава. Провёл 66 матчей в первенстве дублёров и около 20 матчей за молодёжную команду в любительских соревнованиях. За основной состав «Ростова» сыграл два матча в Кубке России, дебютировал 31 июля 2004 года в игре против «Содовика».
В 2006 году вернулся в «Таганрог», игравший к тому времени на профессиональном уровне во втором дивизионе, провёл в команде три сезона. В 2009 году перешёл в команду «МВД России», провёл половину сезона в первом дивизионе, однако в середине сезона команда прекратила существование. После этого перешёл в новороссийский «Черноморец», в его составе стал победителем зонального турнира второго дивизиона сезона 2010 и обладателем Кубка ПФЛ. В сезоне 2011/12 выступал за «Нефтехимик», с которым тоже стал победителем зонального турнира второго дивизиона.
В 2012 году вернулся в «Черноморец». Становился неоднократным призёром зональных турниров второго дивизиона, был капитаном команды. В сезоне 2015/16 был признан лучшим игроком клуба по опросу болельщиков. Всего сыграл за команду более 150 матчей.
Летом 2016 года вместе с группой игроков «Черноморца» перешёл в клуб «Чайка» (Песчанокопское), однако в декабре того же года покинул команду. После этого не выступал на профессиональном уровне.

## Личная жизнь
Жена Олеся, дети Егор и Ника. Имеет два высших образования — спортивное и финансовое.

## Достижения
- Победитель зональных турниров второго дивизиона: 2010 («Юг»), 2011/12 («Урал-Поволжье»)
- Обладатель Кубка ПФЛ: 2010